# Sur le pont d'Avignon (film)
Pour plus de détails, voir Fiche technique et Distribution.
Sur le pont d'Avignon est un film documentaire de Georges Franju sorti en 1956.

## Synopsis
À la découverte du patrimoine de la ville d'Avignon et de la vie quotidienne de ses habitants.

## Fiche technique
- Titre : Sur le pont d'Avignon
- Réalisation : Georges Franju
- Scénario : Georges Franju
- Commentaire : Georges Franju, dit par Claude Dasset
- Production : 	 Procinex - Ancinex
- Photographie : Marcel Fradetal
- Musique : Maurice Jarre
- Montage : Suzanne Sandberg
- Pays d'origine : France
- Format : Couleur - 35 mm
- Genre : Documentaire
- Durée : 11 minutes
- Date de sortie : 1956
- Visa d'exploitation : 18647

## Distribution
- Claude Dasset : Le narrateur